# فيروسات شبيهة-T4
فيروسات شبيهة-T4 (بالإنجليزية: T4-like viruses)‏ هو جنس فيروسات من فصيلة الفيروسات العضلية ضمن رتبة الفيروسات الذنبية.